# Debeli Lug, Majdanpek
Debeli Lug (izvirno srbsko Дебели Луг) je naselje v Srbiji, ki upravno spada pod Občino Majdanpek; slednja pa je del Borskega upravnega okraja.

## Demografija
V naselju živi 369 polnoletnih prebivalcev, pri čemer je njihova povprečna starost 42,6 let (39,7 pri moških in 45,4 pri ženskah). Naselje ima 195 gospodinjstev, pri čemer je povprečno število članov na gospodinjstvo 2,35.
Prebivalstvo je večinoma nehomogeno, a v času zadnjih treh popisov je opazno zmanjšanje števila prebivalcev.
|  |

| Demografija | Demografija     | Demografija     |
| Leto        | Št. prebivalcev | Št. prebivalcev |
| ----------- | --------------- | --------------- |
|             |                 |                 |
|             |                 |                 |
|             |                 |                 |
|             |                 |                 |
| 1948        | 448             |                 |
| 1953        | 717             |                 |
| 1961        | 543             |                 |
| 1971        | 801             |                 |
| 1981        | 666             |                 |
| 1991        | 507             | 506             |
| 2002        | 476             | 458             |
|             |                 |                 |

| Etnična sestava po popisu iz leta 2002 | Etnična sestava po popisu iz leta 2002 | Etnična sestava po popisu iz leta 2002 | Etnična sestava po popisu iz leta 2002 | Etnična sestava po popisu iz leta 2002 |
| -------------------------------------- | -------------------------------------- | -------------------------------------- | -------------------------------------- | -------------------------------------- |
| Srbi                                   | Srbi                                   |                                        | 280                                    | 61,13%                                 |
| Vlahi                                  | Vlahi                                  |                                        | 131                                    | 28,60%                                 |
| Črnogorci                              | Črnogorci                              |                                        | 4                                      | 0,87%                                  |
| Albanci                                | Albanci                                |                                        | 4                                      | 0,87%                                  |
| Romuni                                 | Romuni                                 |                                        | 1                                      | 0,21%                                  |
| Neznano                                | Neznano                                |                                        | 0                                      | 0,0%                                   |